# Cilodang
Cilodang is een bestuurslaag in het regentschap Bungo van de provincie Jambi, Indonesië. Cilodang telt 2208 inwoners (volkstelling 2010).